# Glam metal
Glam metal of hairmetal is een muziekstijl en een subgenre van heavy metal. Het genre combineert elementen van (glam)rock, hardrock en heavy metal en was vooral populair in de jaren tachtig van de vorige eeuw.
Oorspronkelijk refereerde de term naar het uiterlijk van de vertegenwoordigende bands en hun fans, gekenmerkt door extravagante podiumkledij, haarstijl, uitbundige optredens en make-up. Tegenwoordig kan de term ook slaan op de niet nader te definiëren mengvorm van (glam)rock, hardrock en heavy metal en een duidelijk aanwezige ambitie om beter in het gehoor te liggen dan de meer traditionele heavy metal, waardoor een breder publiek zich tot de muziek voelt aangetrokken. Vanwege dat laatste wordt het genre ook wel popmetal genoemd.
Hoewel uitermate populair in de jaren tachtig, kwam het genre steeds meer onder negatieve aandacht te staan vanwege de uitbundige levensstijl van de bandleden.

## Terminologie
Veel bands noemden zich in de beginperiode niet openlijk 'glam metal' maar gewoon 'hardrock' of 'heavy metal'. Bij deze bands stond het maken van harde muziek nog centraal en waren extravagante podiumkleding en andere vormen van glitter en glam nog bijzaak. Begin jaren tachtig was er in het algemeen, onder invloed van bands als Alice Cooper, Kiss en Judas Priest een algemene trend waar te nemen in de heavy metal van uitgesproken outfits en theatrale shows.
Bepaalde bands, zoals Ratt, maten zich dan weer zelfbedachte genres zoals 'Fashion Metal' aan, waarmee duidelijk werd dat voor een steeds groter wordende groep het uiterlijke imago een steeds belangrijker onderdeel van de muziek zou worden. Platenmaatschappijen speelden hier handig op in. Als een soort van 'light metal' bleek geglamouriseerde hardrock en heavy metal bijzonder goed verkoopbaar aan de jeugd van de jaren tachtig, waarop producers bij veel bands zorgden voor een poprockachtige, gelikte productie. Glam metal werd zo een universeel popproduct, gebaseerd op heavy metal en ontnomen van alle scherpe randjes, gebracht door mooie, aantrekkelijke artiesten.
Veel fans van echte heavy metal waren hier niet gelukkig mee. Ze vonden dat de glam metalbands hun muziek hadden verraden en wilden terug naar de heavy metal die steeds krachtiger en gemener zou klinken. Dit droeg bij aan het ontstaan van eerst speed metal en vervolgens thrash metal, de eerste belangrijke tegenkanting tegen glam metal. Vanaf het einde van de jaren tachtig en begin jaren negentig werd er ook steeds meer gesproken over 'hairmetal'. Deze term kwam aanvankelijk vooral vanuit de invalshoek van thrashmetalfans en later ook vanuit de grunge en was veelal pejoratief bedoeld, hoewel met de tijd (nieuwe) fans van glam metal zichzelf ook openlijk 'hairmetalheads' zijn gaan noemen.

## Geschiedenis

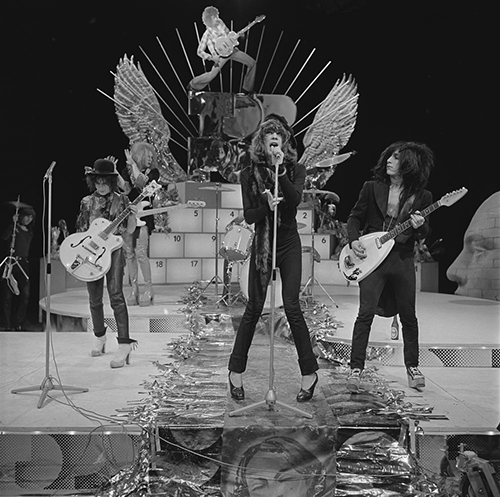
New York Dolls tijdens een optreden in Toppop in 1973

### Jaren 70
Het exacte moment van ontstaan van glam metal is moeilijk aan te geven. Wel duidelijk is dat het showelement van acts uit de (vroege) jaren zeventig, zoals Alice Cooper en Arthur Brown, van invloed zijn geweest. Andere vroege stromingen in de hardrock en heavy metal zijn echter evenzeer van invloed. Muzikaal volgt de stijl in de beginjaren een niet wezenlijk andere koers dan bijvoorbeeld de New wave of British heavy metal, die aan de andere kant van de oceaan rond ongeveer dezelfde tijd zich begint te ontwikkelen.
In de Verenigde Staten blijkt er wel al snel een grotere voorkeur te bestaan voor elementen uit de glamrock. Op het moment dat de punkrock zijn hoogtepunt beleeft, nemen Britse en Europese bands de woede en energie ervan over, terwijl Amerikaanse bands zich meer richten op de theatrale aspecten van punk.
Het meest duidelijk van invloed voor wat betreft het showelement zijn The New York Dolls . Deze protopunkband trad midden jaren zeventig op in outfits die tien jaar later het meest met glam metal zouden worden geassocieerd: strakke leren jacks, skinny jeans, spandex, leggings, sjaaltjes, luipaardprints, zonnebrillen en hoge hoeden. De albumtitel lipstick killers completeert de blauwdruk voor het imago van bombastische outfits, overdreven make-upgebruik en bovenmatige interesse in mooie vrouwen.
Andere belangrijke invloeden in de jaren zeventig zouden verder nog Kiss en Van Halen zijn, die zelf uiteindelijk voor lange periode in de glam metalscene zouden opgaan.

### Begin jaren 80

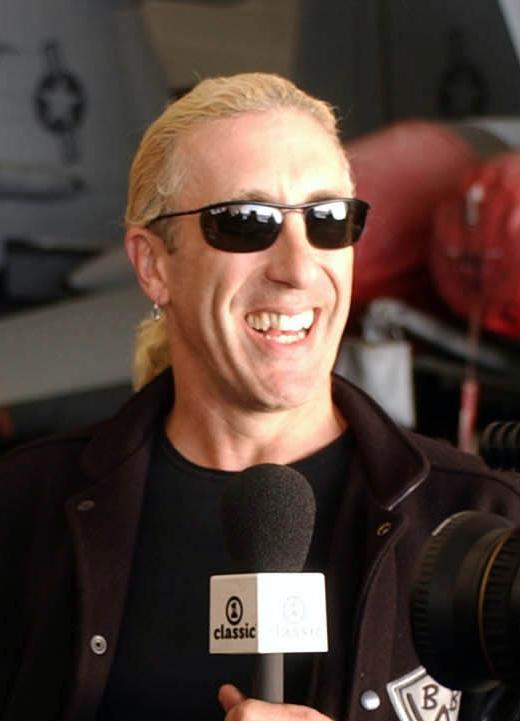
Dee Snider

In de jaren tachtig groeit glam metal uit tot een dominant genre. Vooral in Los Angeles blijkt de interesse in harde rockmuziek met een beduidend lichtere thematiek dan de grimmige Europese heavy metal groot. Verschillende bands zoals Quiet Riot, Mötley Crüe en Dokken verwerkten aanvankelijk klassieke horrorthematiek in hun muziek.  Dit gebeurde echter vooral op een lichtzinnige, bijna humoristische manier. Andere bands zoals Ratt, Kix en Black 'n Blue laten de theatrale horrorthematiek helemaal achterwege en gaan resoluut voor een imago van snelle auto's, vrouwelijk schoon en uitbundige feesten. De optredens worden vrijwel met de dag extravaganter en bands begonnen al snel elkaar de loef af te steken met podiumoutfits, spektakel en afterparty's.
Hoewel tekstueel de muziek in deze periode zich beperkt tot een refrein en enkel strofes, draaiende om eerder vermelde imago's, kenmerkt deze periode zich door toegewijde muzikanten met de ambitie om grenzen te verleggen. Complexe gitaarsolo's typeren het genre en gitaristen als Robbin Crosby, Warren Demartini, Steve Clark en Chris Holmes groeiden uit tot gitaarhelden.
Tot slot waren er nog bands zoals Twisted Sister en W.A.S.P., die een jaren tachtigversie van de shockrock van Alice Cooper (die overigens zelf eind jaren 80 in de glam metalwereld opduikt) wilden maken. Met titels als 'We're not gonna take it' en 'Animal (I fuck like a beast)' waren de pijlen duidelijk gericht op conservatief Amerika. Als Ozzy Osbourne zich na zijn ontslag bij Black Sabbath bij de Amerikaanse glam metalscene voegt, wordt die vanwege zijn met pulphorror en galgenhumor doordrenkte platen vergeleken met de antichrist (waar Osbourne dan weer laconiek op antwoordt middels het nummer Rock&Roll rebell uit 1983). Ook in 1983 dient een rechtszaak tegen Twisted Sister-zanger Dee Snider, een van de meest bekende figuren van de glam metal. Beweerd werd dat zijn teksten agressief en pervers waren en de uitspraak luidde dat elke hoes van een Twisted Sister-album voorzien moest worden van een sticker met de melding dat het album agressieve teksten bevatte, teneinde de verkoop te minderen. De stickers hadden een averechts effect, de albums verkochten beter dan ooit tevoren met bijna een verdubbeling van de verkoop.

### Eind jaren 80

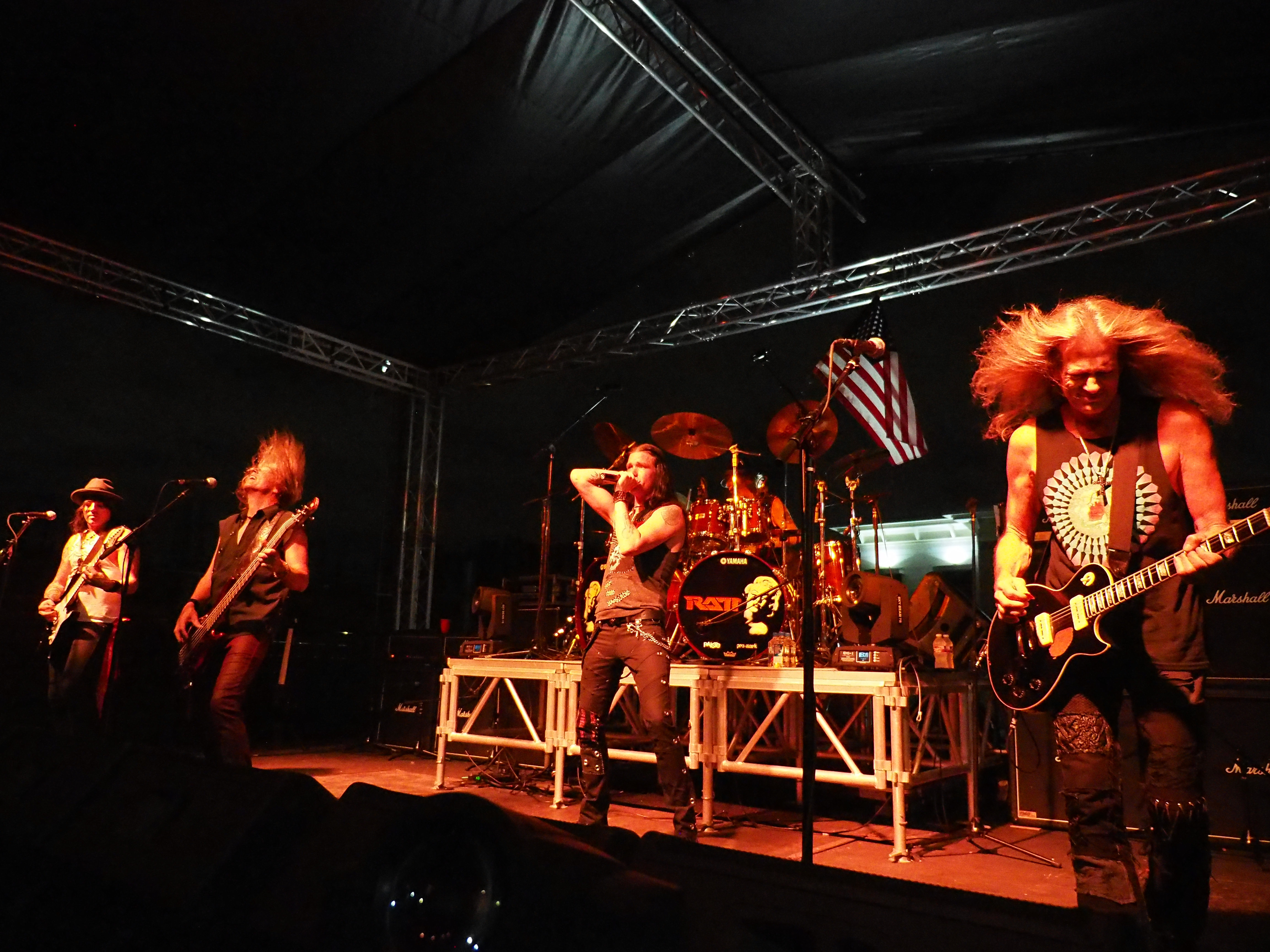
Ratt

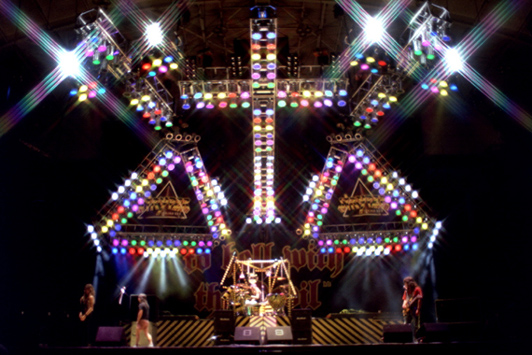
Stryper

Doordat de hoogtijdagen van glam metal samenvielen met die van AOR in de Verenigde Staten konden de populairste glam metalbands al snel de kleine en middelgrote clubs verruilen voor grote stadions en sportpaleizen. De omschrijving die producer Beau Hill in de VH1 documentaire Behind the music: Ratt geeft, over hoe in 1984 de top 20 hit Round & round van Ratt tijdens een stadionoptreden door 18.000 fans wordt meegebruld, is typerend voor het beeld dat de media hebben overgehouden aan het hoogtij van de glam metal.
Dankzij het succes van de grote acts zochten echter ook bands die in de heavy metal reeds carrière gemaakt hadden, zoals Def Leppard, Judas Priest en de reeds vermelde Ozzy Osbourne, door middel van glam metal een weg naar een nieuw en groter publiek. Dit ging soms zelfs zo ver dat bands uit genres als new wave (The Cult) en hardcore punk (T.S.O.L.) die nauwelijks of geen band met hard rock of heavy metal hadden, toch hun geluk in de glam metal scene gingen beproeven. Met wisselend succes overigens, maar het getuigt ervan hoe populair glam metal halverwege de jaren tachtig geworden was. Daarnaast gingen ook nieuwe formaties als Autograph, Slaughter en Warrant de droom om rockster worden achterna, waardoor de markt al snel verzadigd raakte met "acceptabele'" producties die niets nieuws meer aan het genre toevoegden en die ook nog eens allemaal ongeveer hetzelfde klonken.
Maar ook bij de gerenommeerde glam metalbands daalde de kwaliteit. Voor bands als Quiet Riot werd de muziek steeds minder belangrijk, zolang hun acts maar beter waren dan die van andere bands. Bands als Mötley Crüe en Ratt stonden dan weer vaker wel dan niet onder invloed van drank of drugs op het podium. Bovendien zorgden onderlinge strubbelingen en jaloezie binnen de door managers als megacorporaties beheerde bands, gecombineerd met de al te afgebakende en gepolijste manier van albums produceren, dat zelfs de meest getalenteerde bands op den duur een creatief dieptepunt bereikten.
Aanvankelijk kwamen vooral speed en thrashmetal in opstand tegen wat zij zelf de "hair corporation" noemden. Bands als Exodus, Anthrax, Slayer, Megadeth en vooral Metallica lanceerden een stijl en trend van een nieuw soort heavy metal, ditmaal nog sneller, harder en venijniger dan de NWOBHM (New wave of British heavy metal) die hen aan de andere kant van de oceaan vooraf was gegaan. Men stapte ook geheel af van het "snelle auto's, hete meiden en party"-cliché (hoewel uitgerekend Metallica zelf in de jaren negentig met het nummer Fuel op dat cliché zou terugvallen) en maakte opnieuw muziek over de traditionele heavy metal-thema's: maatschappelijke problemen gecombineerd met morbide horrorthematiek. Glam metalbands en hun fans werden uitgemaakt voor "posers" en er werden speciale thrash metal-festivals opgericht waar die posers beslist niet welkom waren.
Ondanks die eerste tegenkantingen bleef glam metal vrijwel de hele jaren tachtig onafgebroken populair in Amerika, al was dit wel ten koste gegaan van de scherpe kantjes en kreeg het genre met een steeds groter wordend "wegwerppopmuziek"-imago te kampen dat moeilijk te rijmen was met hun heavy metalroots. Sommige glam metalbands poogden dit tij alsnog te keren. Queensrÿche stak in een interview de draak met de clichés van glam metal en stelde in één adem hun conceptalbum Operation: Mindcrime voor. De muziek klonk nog wel glam en betrekkelijk radiovriendelijk, maar de hele thematiek was omgedraaid zodat het album net als de thrashalbums van toen over complottheorieën en religieuze vragen handelde.
Nog verder ging Stryper, die het concept white metal lanceerde en zich kantte tegen het morbide en satanische in thrash en deathmetal. Echt succesvol werden evenwel pas late vernieuwers als Skid Row en vooral Guns N' Roses, die glam metal opnieuw zo krachtig en venijnig als in de begindagen maakte en bovendien het gepolijste imago verruilde voor een meer ruige look die het midden hield tussen de verwijfde glam metal-looks en de straatschooier-looks van de thrashers. Hoewel ze er muzikaal geen verband mee hebben, bleek achteraf hun verandering van stijl een voorteken te zijn van de nog veel grotere veranderingen die enkele jaren later de grunge in rockmuziek zouden teweegbrengen.

### Jaren 90

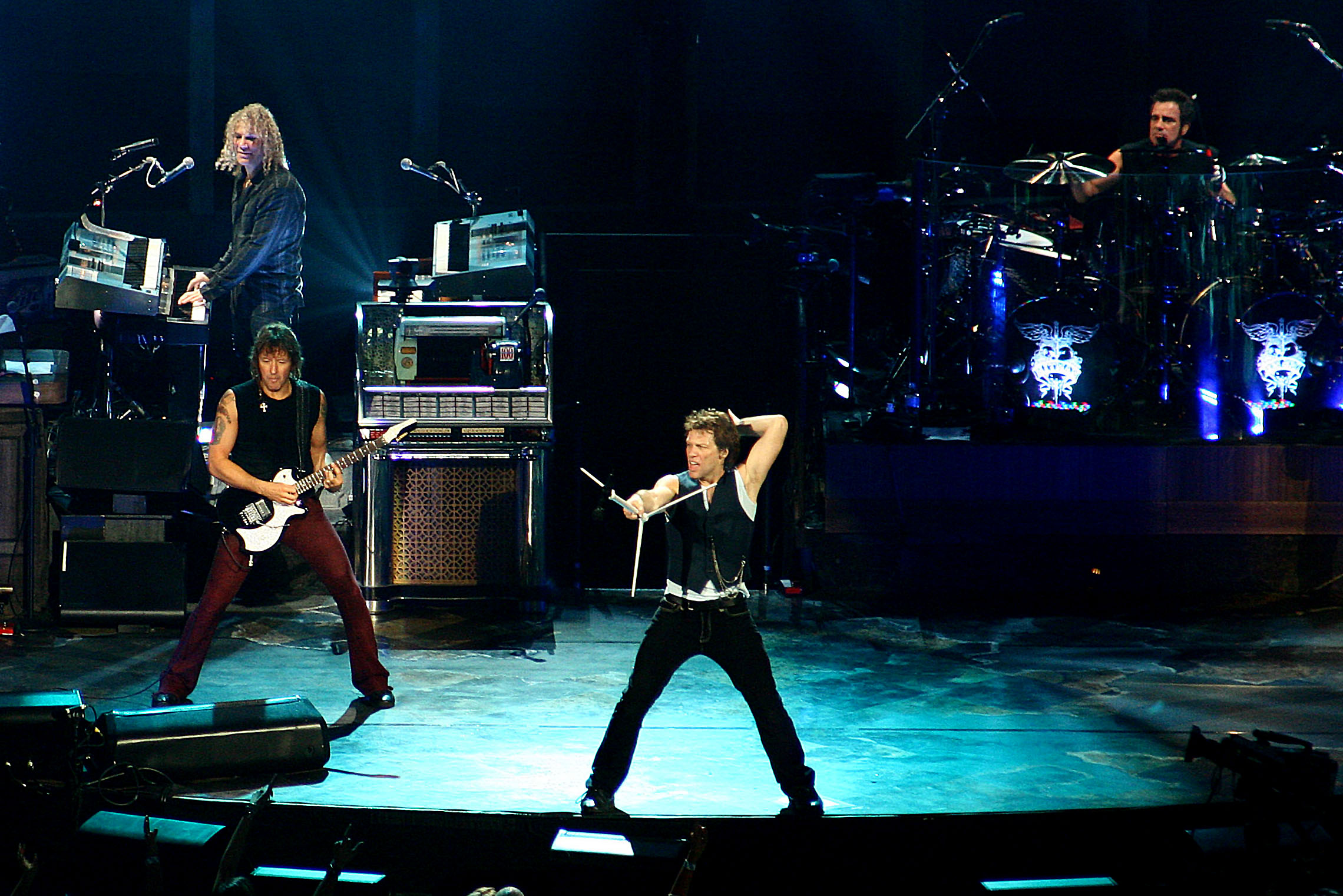
Bon Jovi

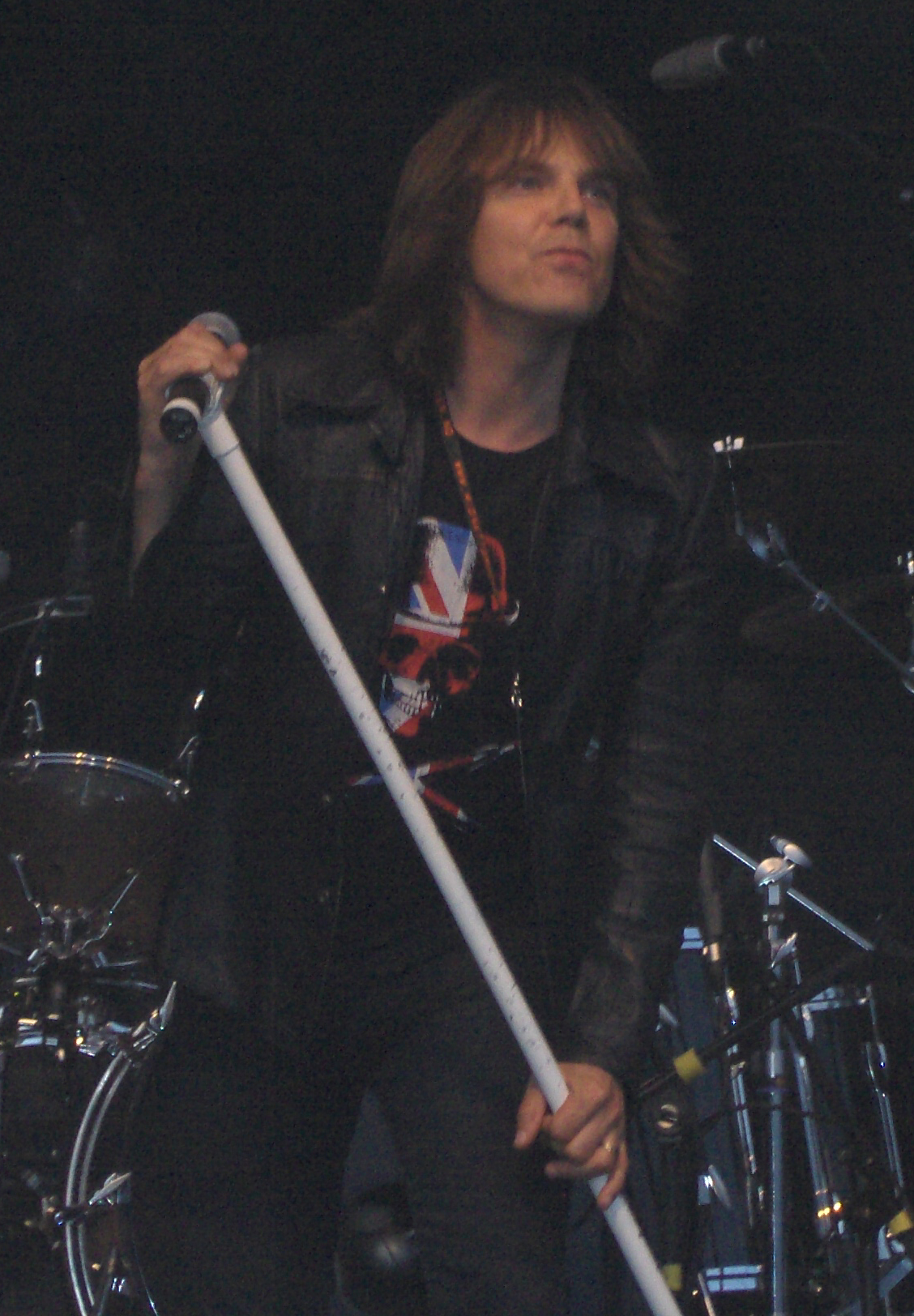
Joey Tempest van Europe in 2008

Een van de laatste echte hairmetalbands met monstersucces was Poison. Met nummers als Talk dirty to me en Nothing but a good time geven ze aan dat maatschappelijke reflectie en grimmig niet aan hen besteed was. Ondanks het oppervlakkige imago, was Poison onderhuids wel een geoliede machine. Zowel zanger Bret Michaels als gitaarvirtuoos C.C. DeVille waren scherpe zakenmannen die inzagen dat als je eind jaren tachtig kwam aanzetten met een glam band die nog net iets beter dan al de rest klonk, je gelijk ook het meeste geld van alle bands kon verdienen. Deze benadering van heavy metal en hard rock als een melkkoe is wat in ogen van vele heavy metal fans de doodsteek voor het genre begin jaren negentig is geworden. Toch was dit proces reeds lang voor Poison ingezet.
De in de ogen van sommigen overgeproduceerde albums en het steeds groter wordende gebruik van synthesizers en later ook piano's door bands als Bon Jovi en Europe vormden een bron van ergernis voor de doorgaans puriteins ingestelde heavy metalfans. Toen deze bands ook nog eens power ballads begonnen uit te brengen, namen sommige fans afstand van deze groepen. Het deel van het publiek (en muzikanten) dat geen probleem had met toetsen of ballads distantieerde zich juist van glam metal. Deze mensen spraken liever van AOR. De verpersoonlijking van deze beweging is wellicht Europe-zanger Joey Tempest. Waar hij zich in de jaren '80 nog vertoonde met een typische 'glamorous look' verruilde hij dit vanaf de jaren '90 voor een meer 'boy next door'-uitstraling.
Bands als Twisted Sister bleven nog trouw aan glam metal, omdat in hun ogen power ballads niets met heavy metal te maken hebben en de fans van die muziek daar ook niet op zaten te wachten. De opkomst van grunge en britpop in de jaren negentig zou uiteindelijk voor zowel glam metal-bands, als AOR-groepen een commerciële terugval betekenen.
Toch zal er ook nog een ander element een grote rol bij het uitsterven van glam metal hebben gespeeld. De documentaire The Decline Of Western Civilizations Part 2: The Metal Years, waarin W.A.S.P.-gitarist Chris Holmes in zijn zwembad, voor de ogen van zijn moeder, de ene fles sterke drank na de andere achteroversloeg werkte voor velen als eyeopener. De hairmetaljaren hadden, in hun overdaad en onophoudelijke honger naar meer, veel mensenlevens kapotgemaakt. Sommige glam metalartiesten waren al omgekomen aan drugs of alcoholmisbruik, of bij verkeersongevallen ten gevolge van dronken rijden, en nog vele anderen zouden in de jaren daarna aan hun verslaving ten onder gaan. Steeds meer bands begonnen uit elkaar te vallen, en door de algemene indruk van een genre dat even uitgeleefd was als de hotelkamers die de rocksterren bezochten haakten veel fans af.
Tegen het midden van de jaren negentig was de gouden tijd van de glam metal definitief voorbij. Sommige bands zouden nog jaren bestaan, sommigen bestaan zelfs nog tot op de dag van vandaag, maar degenen die bleven veranderden allemaal in meer of mindere mate hun imago. De allerlaatste videoclip van Ratt, bij het nummer Nobody rides for free , toonde anno 1991 bijvoorbeeld een band in strand- en surfkleding, zonder make-up of poespas. Ook de tekst van het nummer was donkerder, met een toespeling op persoonlijke problemen. Niet veel later ging de band overigens wegens te veel onenigheden uit elkaar. Ook bij andere grote bands als W.A.S.P., Poison, Mötley Crue, Dokken, Warrant en Autograph volgden periodes vol bezettingswisselingen en/of onenigheid. Bovendien veranderden naast de looks ook bij veel bands de klank van de muziek. De ooit typerende lang uitgesponnen gitaarsolo's werden drastisch ingekort of zelfs geheel weggelaten en het complexe klankentapijt vol hoge tonen maakte plaats voor veel rauwere rockmuziek met meer nadruk op diepe basklanken. Van glam was er dan nog maar nauwelijks meer sprake.

### 2000 tot heden

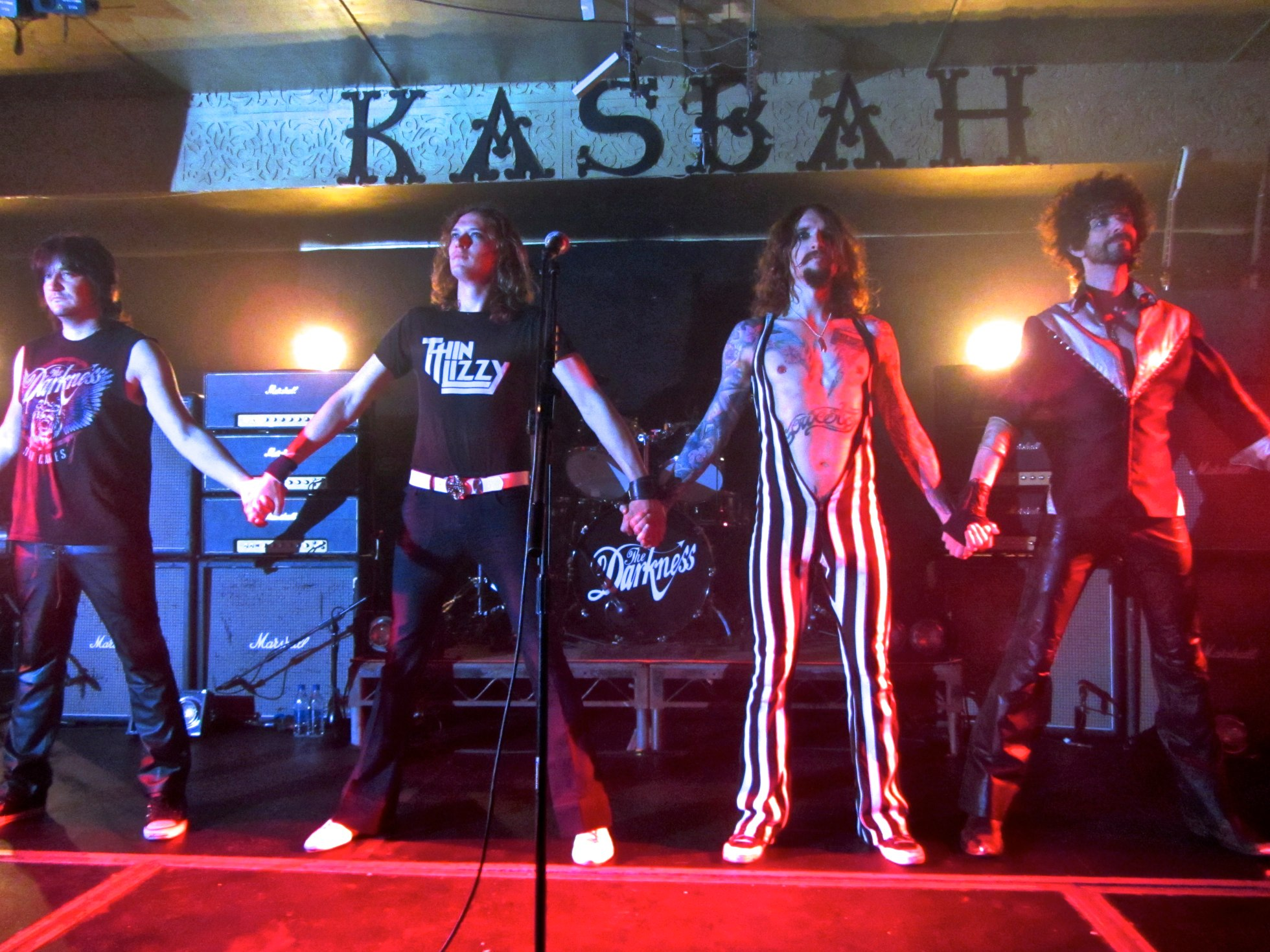
The Darkness

Ondanks de blijvende negatieve indruk die hairmetal op het grote publiek heeft nagelaten, zijn er nog steeds jongeren en nieuwe bands met belangstelling voor deze soort heavy metal. Dit is mogelijk vanwege het feit dat de rest van het genre sinds thrashmetal, via deathmetal, black metal en uiteindelijk metalcore steeds harder en extremer is geworden. Hierdoor is een leemte ontstaan waarin mensen op zoek zijn naar harde muziek die evenwel minder hard is dan de rest van wat metal te bieden heeft (zie ook Stonerrock). Een aantal oudere glam-metalbands hebben hier handig op ingespeeld en traden vanaf 2000 opnieuw op in de stijl en vaak ook in de bezetting van tijdens de jaren tachtig. Bands als Black Veil Brides, The Darkness, Steel Panther en Reckless Love willen het genre zelfs nieuw leven inblazen. Bij de nieuwe lichting spreekt men, vooral in Europa dat de eigenlijke hairmetal van de jaren tachtig in veel mindere mate dan Amerika heeft meegemaakt, ook wel van "sleaze metal".

## Bands
- Autograph
- Black Veil Brides
- Bon Jovi
- Britny Fox
- Cinderella
- Danger Danger
- Def Leppard
- Dokken
- Europe
- Firehouse
- KISS
- Kix
- Mötley Crüe
- Nitro
- Poison
- Quiet Riot
- Racer X
- Ratt

- Reckless Love
- Roxx Gang
- Skid Row
- Slaughter
- Steel Panther
- Stryper
- Tesla
- The Darkness
- Trixter
- Twisted Sister
- Van Halen
- Vixen
- W.A.S.P.
- Whitesnake
- Winger
- X Japan